# Merchant Adventurers' Hall

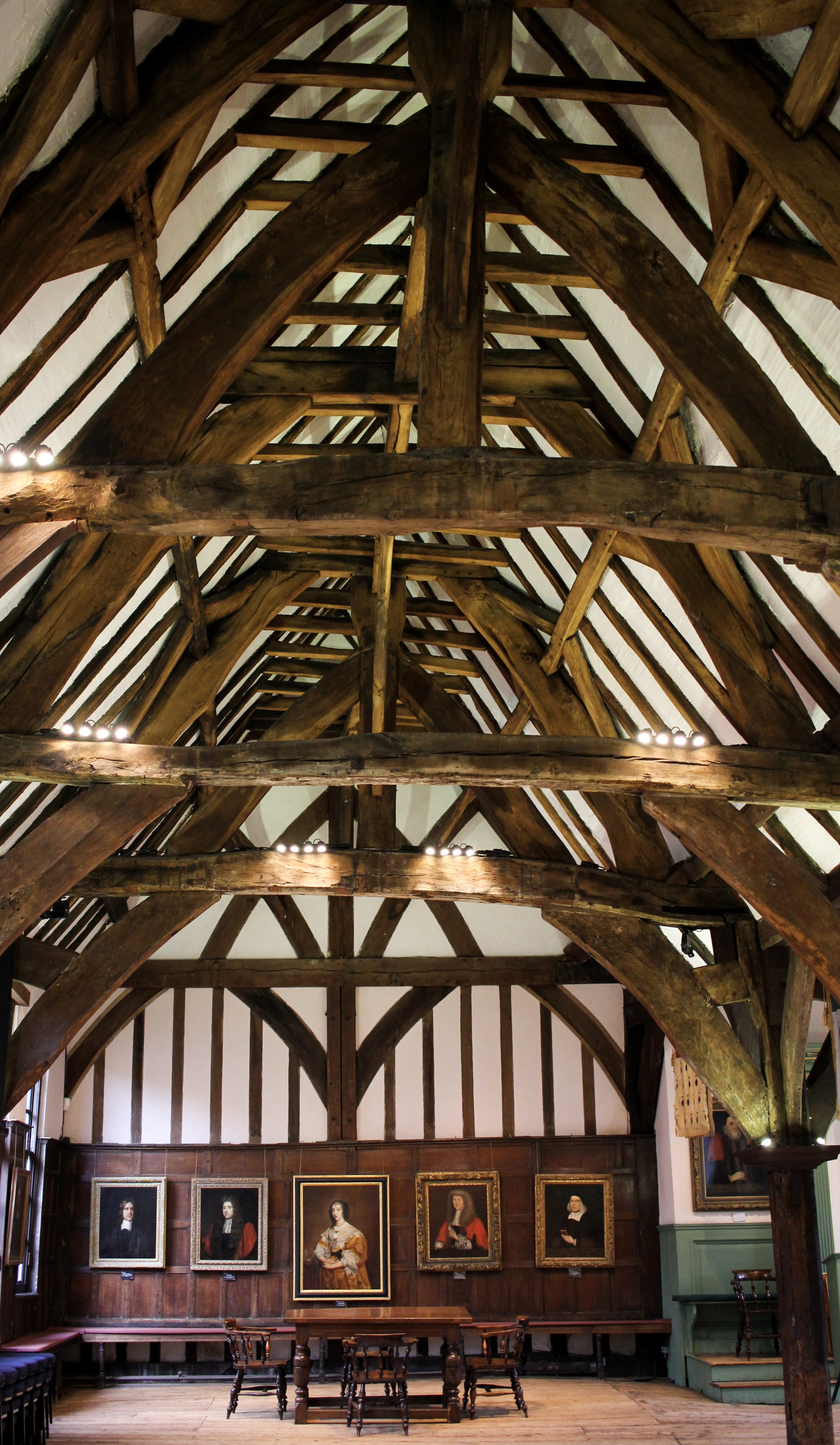

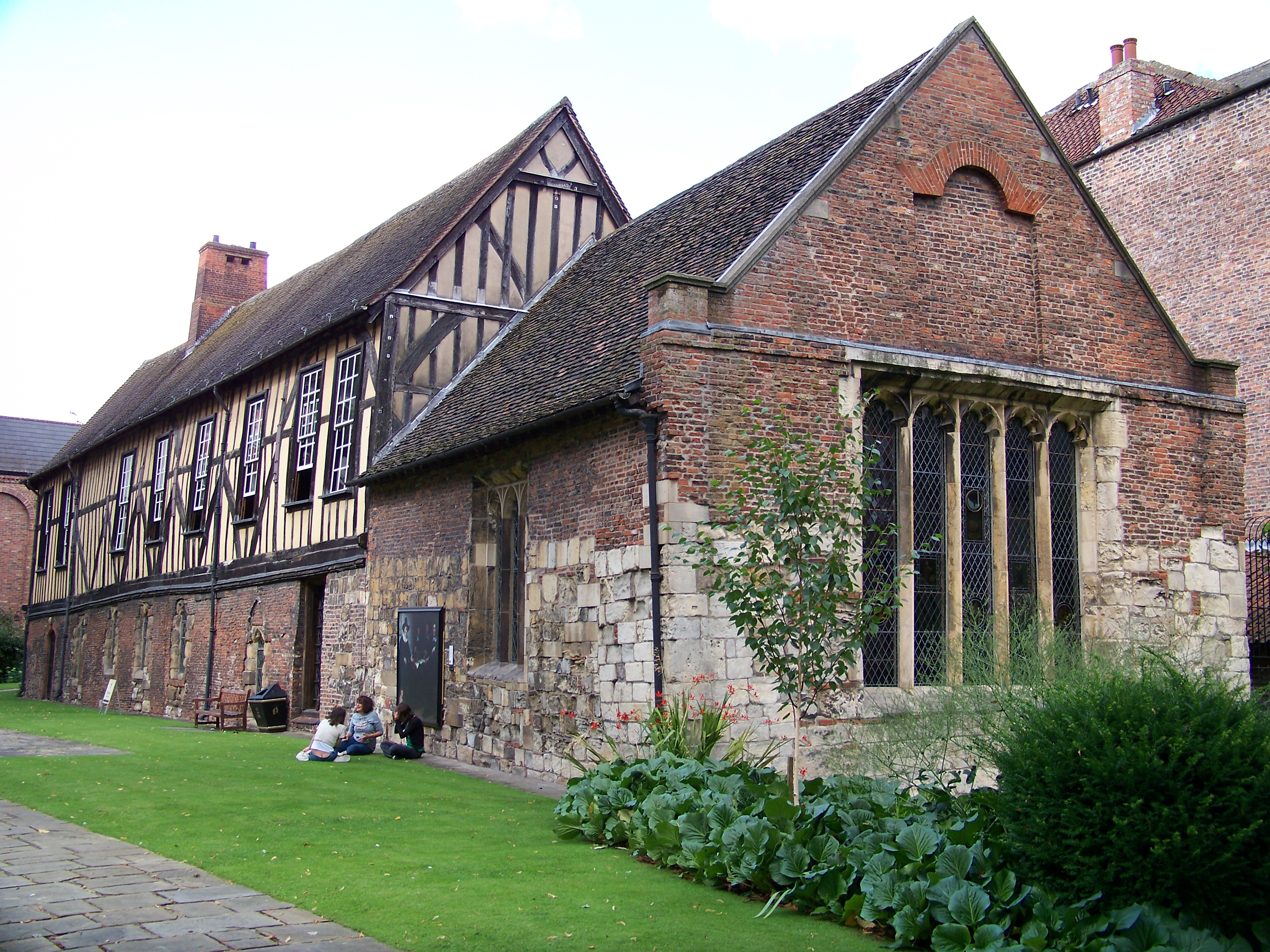

De Merchant Adventurers' Hall is een historisch pand in het Engelse York. Het gebouw werd opgetrokken in 1357 door leden van de broederschap Guild of Our Lord Jesus and the Blessed Virgin Mary. In 1371 werd onder het gebouw een hospitaal gesticht. Het gebouw bestaat uit vakwerk. In de Great Hall (met houten dakgebinte) hangen verschillende schilderijen van Jan Griffier, Joseph Farington en William Etty.